# ماتسودایرا ماتسوچیو
ماتسودایرا ماتسوچیو ((به ژاپنی: 松平 松千代 Matsudaira Matsuchiyo); ۱ ژانویهٔ ۱۵۹۴ – ۷ فوریهٔ ۱۵۹۹)هفتمین پسر توکوگاوا ایه‌یاسو  بود مادر آو  چاآ نو تسوبونه نام داشت.